# Томашіково
Томашіково (словац. Tomášikovo) — село в окрузі  Ґаланта Трнавського краю Словаччини. Площа села 21,13 км². Станом на 31 грудня 2015 року в селі проживало 1654 жителів.

## Історія
Перші згадки про село датуються 1646 роком.

## Населення
| Рік:            | 1994. | 2004.   | 2014.   | 2024.   |
| --------------- | ----- | ------- | ------- | ------- |
| Кількість осіб: | 1488  | 1574    | 1645    | 1805    |
| Різниця:        |       | +5,77 % | +4,51 % | +9,72 % |

| Рік:            | 2023. | 2024.   |
| --------------- | ----- | ------- |
| Кількість осіб: | 1796  | 1805    |
| Різниця:        |       | +0,50 % |